# Эдеса
Э́деса (греч. Έδεσσα) — город в Греции. Административный центр общины (дима) Эдеса и периферийной единицы Пела в периферии Центральная Македония. Население 18 229 жителей по переписи 2011 года.
Современный город построен на месте древнего акрополя. С X века до 1912 года город назывался Воден (болг. Воден). С 1970-х годов центр туризма. Через город проходит река Водас (Эдесеос), распадающаяся на множество каналов. Главная достопримечательность — знаменитые водопады и находящийся рядом парк водяных машин. Город является духовно-административным центром Эдесской митрополии в юрисдикции Константинопольского патриархата.
Недалеко от города расположен горнолыжный центр Каймакцалан. Рядом с городом проходит автомагистраль Эгнатия. В городе находится станция железной дороги Салоники — Битола и линии 2 Проастиакос Салоники.

## История
Первый царь Македонии Каран в 814 году до н. э. сделал Эдесу столицей Древней Македонии. В 304 году до н. э. в Месопотамии основан город, также названный Эдеса. В ходе завоевания Греции Римом во II веке до н. э. Эдеса завоевана Римом. Была проложена Эгнатиева дорога.
Город находился на пересечении торговых путей в Афины, Рим, Салоники и Константинополь, вследствие чего получил своё развитие. Долгое время активно развивался. Разделялись верхний и нижний город. Здесь располагалась античная епархия Эдессы Македонской.
В 989 году в ходе очередной войны с Византией Эдеса была завоевана царём Болгарии Самуилом. В 1003 году византийский император Василий II Болгаробойца вернул Эдесу.
В ходе Четвёртого крестового похода в 1204 году Эдеса вошла в Королевство Фессалоники, которым правил Бонифаций I Монферратский. В 1218—1219 годах правитель Эпира Феодор Комнин Дука отвоевал Эдесу у крестоносцев и она вошла в Эпирское царство. В 1252—1254 годах в правление Михаила VIII Палеолога Эдеса вошла в Никейскую империю.
В 1341 году в ходе гражданской войны в Византии город осадил сербский король Стефан Урош IV Душан, в 1342 году город был захвачен сербами. После битвы на Косовом поле в 1389 году Эдеса была осаждена армией турок-османов. Город много месяцев держал героическую оборону под руководством монаха Серафима. Пал из-за предательства одного из горожан. Монах Серафим после захвата города был сброшен в водопад, который был назван в честь него и название переводится как «Монах внутри».
В 1395 году после сильного землетрясения Эдеса полностью разрушена. В 1668 году город посетил османский путешественник Эвлия Челеби.
Русский славист Виктор Григорович, посетивший город в 1845 году, отметил, что Воден имел смешанное население, однако главную часть составляли болгары.
В 1892 году была построена железная дорога до Битолы. В 1895 году построена первая текстильная фабрика с приводом от водяного колеса (на «белом угле»). В 1900 году построены городские часы и Новая мечеть («Йени-Джами»).
В ходе Балканских войн 18 октября 1912 года был захвачен греческими войсками и присоединён к Греции.
После Малоазийской катастрофы в 1923 году население пополнилось беженцами из Малой Азии. Эдеса становится крупным центром текстильной промышленности, «Манчестером востока».
Во время Второй мировой войны город находился в немецкой зоне оккупации и подвергся значительным разрушениям.
В 1950—1960-е годы наступил спад промышленности и экономики Эдесы.
В 2004 году основан филиал Университета Македонии в Эдесе.

## Общинное сообщество Эдеса
В общинное сообщество Эдеса входят 4 населённых пункта. Население 19 036 жителей по переписи 2011 года. Площадь 38,981 квадратного километра.
| Наименование  | Население (2011), человек |
| ------------- | ------------------------- |
| Кесариана     | 81                        |
| Проастион     | 43                        |
| Эдеса         | 18 229                    |
| Эклисиохорион | 683                       |

## Население
| Год  | Население, человек |
| ---- | ------------------ |
| 1913 | 8846               |
| 1928 | 9441               |
| 1938 | 13 115             |
| 1940 | 12 377             |
| 1951 | 14 940             |
| 1961 | 15 534             |
| 1971 | 13 947             |
| 1981 | 16 642             |
| 1991 | 17 352             |
| 2001 | 18 493             |
| 2011 | ↗ 18 229           |

## Города-побратимы
- Сербия, Горни-Милановац
- Болгария, Плевен
- Северная Македония, Битола